# نوندالتون (آلاسکا)
نوندالتون (به انگلیسی: Nondalton) شهری در بخش لیک اند پنینسولا ایالت آلاسکا است که جمعیت آن در سرشماری سال ۲۰۰۰ میلادی ۲۲۱ نفر بوده‌است.